# Nikola Anne Mehlhorn
Nikola Anne Mehlhorn (* 11. September 1967 in Hannover) ist eine deutsche Schriftstellerin und Musikerin.

## Leben
Nikola Anne Mehlhorn studierte Instrumentalmusik in Hannover, Essen und Köln. 1995 schloss sie ihr Studium an der Hochschule für Musik Köln bei Erich Penzel mit dem Diplom ab. Es folgten Engagements beim Sinfonieorchester des MDR, dem Saarländischen Staatstheater, der Philharmonia Hungarica sowie anderen Kulturorchestern; künstlerische Zusammenarbeit mit Justus Frantz, José Carreras, Yehudi Menuhin u. a. 2007/2008 studierte sie Kultur- und Medienmanagement an der Hochschule für Musik und Theater Hamburg, von 2008 bis 2024 Tätigkeit an der Universität Hamburg (Universitätsmusik). Seit 2024 lebt sie als freie Schriftstellerin an der schleswig-holsteinischen Nordseeküste.
Nikola Anne Mehlhorn veröffentlicht seit 1995 literarische Werke, die vielfach ausgezeichnet wurden, unter anderem mit dem Hamburger Literaturförderpreis, Hebbelpreis, der Anne-Goldmann-Anerkennungsprämie sowie Stipendien in Berlin und New York.
Sie war Mitglied im PEN-Zentrum Deutschland, seit Oktober 2021 auch Präsidiumsmitglied (Beirätin), bis sie im Mai 2022 zusammen mit dem gesamten Vorstand zurücktrat und aus dem von ihr als „bigott“ und Club „alter weißer Menschen“ bezeichneten Schriftstellerverband austrat. Mehlhorn zählt neben Eva Menasse, Deniz Yücel, Simone Buchholz, Daniel Kehlmann u. v. m. zu den Mitgründern des neuen PEN Berlin.
Seit 2016 realisiert sie literarisch-musikalische Projekte gemeinsam mit dem Komponisten und Klangkünstler Peter Heeren, bspw. die politische Kulturaktion Künstler gegen Rechtsextremismus, 2017 das Musikwerk Triptychon, 2021 die Komposition Von Liebeskunst (Text: Helmut Heißenbüttel / Musik: Peter Heeren / Widmung: Nikola Anne Mehlhorn), 2023 die Bricolage Matrix des Himmels (Textauszug der 2019 erschienenen Novelle EinmachEngel, Klanginstallation Heeren).

## Rezeption (Auswahl)
„Weisheiten von aphoristischer Schärfe […] Weithin findet sich keine Literatur, die das Unglück des Daseins auf so knappem Raum mit solch wütender Radikalität aus das Drama des Einzelnen bezieht.“

„[…] Die Autorin bedient sich aus dem Schatz verschiedener Mythologien und formt damit den Stoff, aus dem das Leben der Menschen (und der Literatur) gemacht ist. Das bäuerliche Norddeutschland ist die Kulisse, vor der sich wilde Tragikomödien abspielen. Die Menschen, determiniert von ihren Trieben, sind unfähig zur Sublimierung und dem grausamen Spiel des Schicksals ausgeliefert. Das klingt pathetisch, doch die unbändige sprachliche Virtuosität der Autorin und ihr herrlicher Sinn für Komik machen diese Geschichten zu einem grandiosen Lesevergnügen. Es erstaunt nicht, dass Nikola Anne Mehlhorn Musikerin ist: Sie beherrscht es auch auf dem Papier meisterhaft, das Brausen des Windes, das Klatschen der Wellen, ja überhaupt den Gesang des Universums hörbar zu machen.“

„Ihre Bücher wären kaum so eindrucksvoll, fehlte ihnen Mehlhorns Wortkunst. Zum gescheiten Sinnspruch tendierend, besitzen ihre knappen Sätze eine Assoziationsdichte, wie man ihr sonst nur in der Lyrik begegnet.“

„Von einer seltsamen, kaltglitzernden, metaphern- und geschichtenschweren, dennoch ungewöhnlich leichten Parallelwelt erzählt die Hebbelpreisträgerin Nikola Anne Mehlhorn.“

„Die Prosawerke der musischen Schriftstellerin […] haben nicht nur die Verortung in Norddeutschland gemeinsam, sondern vor allem das Wechselspiel zwischen individueller Freiheitssuche und gesellschaftliche Normativität. Mit ihrem poetischen Stil webt Mehlhorn anhand der Zwänge gerade ländlicher Strukturen trotz Sprachknappheit ein mächtiges Werk. Es wächst von Geburt über Erwachsenwerden bis hin zum Tod durch mythische, aus dem Aberglauben stammende und religiöse Motive, deren Gegenwart nur metatextuell hinterfragt werden soll: Zweiköpfige Zwillinge, Hundsmenschen oder mehrschweifige Kater sind hier tatsächlich und ziehen den Leser in einen einzigartigen Bann.“

„Es ist eine märchenhaft-surreale Welt, die Nikola Anne Mehlhorn aufbaut. Mit einer gehörigen Portion friesischer Spökenkiekerei.“

## Privates
Nikola Anne Mehlhorn ist Mutter zweier Kinder (* 2004, * 2010) und lebt mit ihrer Familie in Kronprinzenkoog / Schleswig-Holstein.

## Auszeichnungen
- 1995: Hamburger Literaturförderpreis für Autoren
- 2000: Friedrich-Hebbel-Preis
- 2000: Stipendium der Arno Schmidt Stiftung für hochbegabten Schriftstellernachwuchs
- 2001: Heinrich-Heine-Stipendium
- 2001: Stipendium der Kester-Haeusler-Stiftung
- 2001: Werkstattstipendium des Literarischen Colloquiums Berlin und des Berliner Senats
- 2003: Ledig-House-Stipendium, New York
- 2003: Aufenthaltsstipendium des Literarischen Colloquiums Berlin und des Berliner Senats
- 2013: Nominierung für den Ingeborg-Bachmann-Preis[7]
- 2015: Kulturpreis des Kreises Pinneberg
- 2018: Finalistin des Irseer Pegasus’
- 2021: Shortlist beim 27. Deutschen Kurzgeschichtenwettbewerb
- 2023: 2. Preis der literatur altonale Hamburg (Lesebühne Textfabrique)
- 2023: Shortlist Literaturpreis Neue Prosa 2022/23
- 2023: Lektoratsförderung der RD Foundation Vienna
- 2023: Anne-Goldmann-Anerkennungsprämie des Autorinnen-Netzwerkes Herland[3]

## Publikationen (Print)
Eigenständige Werke
- Brachmond. Rospo-Verlag, Hamburg 1998, ISBN 3-930325-24-1
- Sternwerdungssage. Frankfurter Verlags-Anstalt, Frankfurt 2002, ISBN 3-627-00091-9
- Salzflut. Nachttischbuch Verlag, Berlin 2010, ISBN 3-937550-12-7
- Windschrift Nord. Horlemann Verlag, Berlin 2014, ISBN 978-3-89502-363-7[8]
- EinmachEngel. Kadera-Verlag, Norderstedt 2019, ISBN 978-3-948218-01-0
- Lästige Liebe. Literatur Quickie Verlag, Hamburg 2021, ISBN 978-3-945453-78-0

Beiträge in Anthologien
- Hamburger Ziegel. Dölling und Galitz Verlag, Hamburg 1996, ISBN 3-930802-35-X
- Verwünschungen. Hrsg. von Jörg Bong und Oliver Vogel. S. Fischer Verlag, Frankfurt am Main 2001, ISBN 3-596-14754-9[9]
- Sprache im technischen Zeitalter. SH-Verlag, Köln 2002, ISSN 0038-8475
- Heiland. In: Alles Lametta. Autoren feiern das Fest der Liebe. Hrsg. von Susann Rehlein. Piper Verlag, München 2002, ISBN 3-492-04449-2
- Schreibende Mütter. In: Federwelt. Zeitschrift für Autorinnen und Autoren. Uschtrin Verlag, München 2012, ISSN 1439-8362
- Rauten Runen Kaffee? In: Beste Freunde. Kunstwerke für Schloss Gottorf. Stiftung Schleswig-Holsteinische Landesmuseen, 2016, ISBN 978-3-9815806-5-5
- Traum 20 a/b. In: Pinneberg wortreich umkreist. Wiesenburg Verlag, Oerlenbach 2017, ISBN 978-3-95632-606-6
- Deutsche Miniatur. In: Wir haben Wölfe gehört. Kulturmaschinen Verlag, Hamburg 2019, ISBN 978-3-96763-000-8
- Fleischerslust. In: Reisen Essen Schreiben. Verlag Expeditionen, Hamburg 2019, ISBN 978-3-947911-24-0
- Exkurs – Nordlichter. In: SIGNUM – Blätter für Literatur und Kritik. Norbert Weiß, SIGNUM e. V., Dresden 2020, ISSN 1438-9355
- Politische Triage - Statement zur Coronakrise. In: Bleiben Sie negativ! Hrsg. Sabine Witt, Verlag Expeditionen, Hamburg 2021, ISBN 978-3-947911-52-3
- Widerstund in Sønderjylland. In: NEUE PROSA aus Schleswig-Holstein, Hrsg. Olaf Irlenkäuser/Maike Schmidt, Verlag Lumpeter & Lasel, Eutin 2023, ISBN 978-3-946298-29-8

## Multimedia
- Literatur vor Mitternacht; Lesung, NDR 3, 1997
- Profile; Lesung und Gespräch, DSF, 2002
- Was glauben Sie? Lesung/Interview, NDR Info, 2002
- Salzflut; Weblesung der Hamburger Kulturbehörde, Internet, 2008
- Feuertage; Lesung, youmee.tv, 2008
- Schreibende Mütter; Artikel, Literaturzeitschrift Federwelt, ebook 2012
- Tage der deutschsprachigen Literatur 2013; Video, 3sat, 2013
- Rede zur Verleihung des Pinneberger Kreiskulturpreises; Website Kreis Pinneberg, 2015
- Triptychon für Chor, Bariton, Orgel und Elektronik; Peter Heeren (Komposition), Nikola Anne Mehlhorn (Wortcollage), 2016
- Unflügge; Kurzgeschichte, StoryApp 2021
- Matrix des Himmels; Bricolage für Solostimmen, Chor, Orchester, Gongs und Elektronik (Text: Nikola Anne Mehlhorn | Klang: Peter Heeren), 2023

## Mitgliedschaften
- Verband deutscher Schriftsteller (VS) in ver.di; von 2007 bis 2011 Vorstandsmitglied des VS (Landesverband Hamburg)
- Hamburger Autorenvereinigung[10]
- PEN-Zentrum Deutschland;[11] von 2015-2022, in den Jahren 2021/22 auch Präsidiumsmitglied (Beirätin)
- Gründungsmitglied des PEN Berlin
- Autorinnen-Netzwerk HERland

## Politisches Engagement
Nikola Anne Mehlhorn steht in der Tradition politisch engagierter Schriftsteller wie Heinrich Böll oder Günter Grass. Nicht nur ihre Tätigkeit als Vorstandsmitglied im VS – Verband deutscher Schriftstellerinnen und Schriftsteller in ver.di, sondern auch ihr literarisches Engagement gegen Antisemitismus, Ausgrenzung und Rassismus sind zu nennen. Im Dezember 2015 initiierte Nikola Anne Mehlhorn die Aktion „Künstler gegen Rechtsextremismus. Benefizveranstaltungen zu Gunsten regionaler und internationaler Hilfsprojekte“. Zahlreiche künstlerische Veranstaltungen in Schleswig-Holstein setzten Statements gegen Rechts und spendeten Hilfsorganisationen finanzielle Unterstützung. Im Jahr 2016 stand – aus aktuellem Anlass – die Organisation SOS Méditerranée / Europäische Gesellschaft zur Rettung Schiffbrüchiger im Mittelmeer im Fokus der Veranstaltungsreihe. Die Schirmherrschaft der Aktion „Künstler gegen Rechtsextremismus“ hatte die Schleswig-Holsteinische Landtagsabgeordnete und kulturpolitische Sprecherin der SPD-Fraktion Beate Raudies inne.
Während der Corona-Pandemie 2020 vertrat Nikola Anne Mehlhorn die Position, dass differenzierte Lösungen im Kampf gegen das Virus ergriffen werden sollten, pauschale Lockdowns lehnte sie ab. In ihren Veröffentlichungen zur Situation der deutschen Gesellschaft in der Coronakrise plädierte sie dafür, vulnerable Gruppen zu schützen und eine kontrollierte Immunisierung der Bevölkerung zuzulassen, um irreversible ökonomische, soziale und kulturelle Kollateralschäden zu vermeiden. Mehlhorn orientierte sich damit im Wesentlichen an der schwedischen Strategie zur Pandemiebekämpfung. Für diese Positionierung wurde sie teils scharf angegriffen und stand via soziale Medien in regem Diskurs mit zahlreichen Kulturschaffenden wie Julia Kulewatz, Claudius Pratsch und Regula Venske.